# Jean Grey

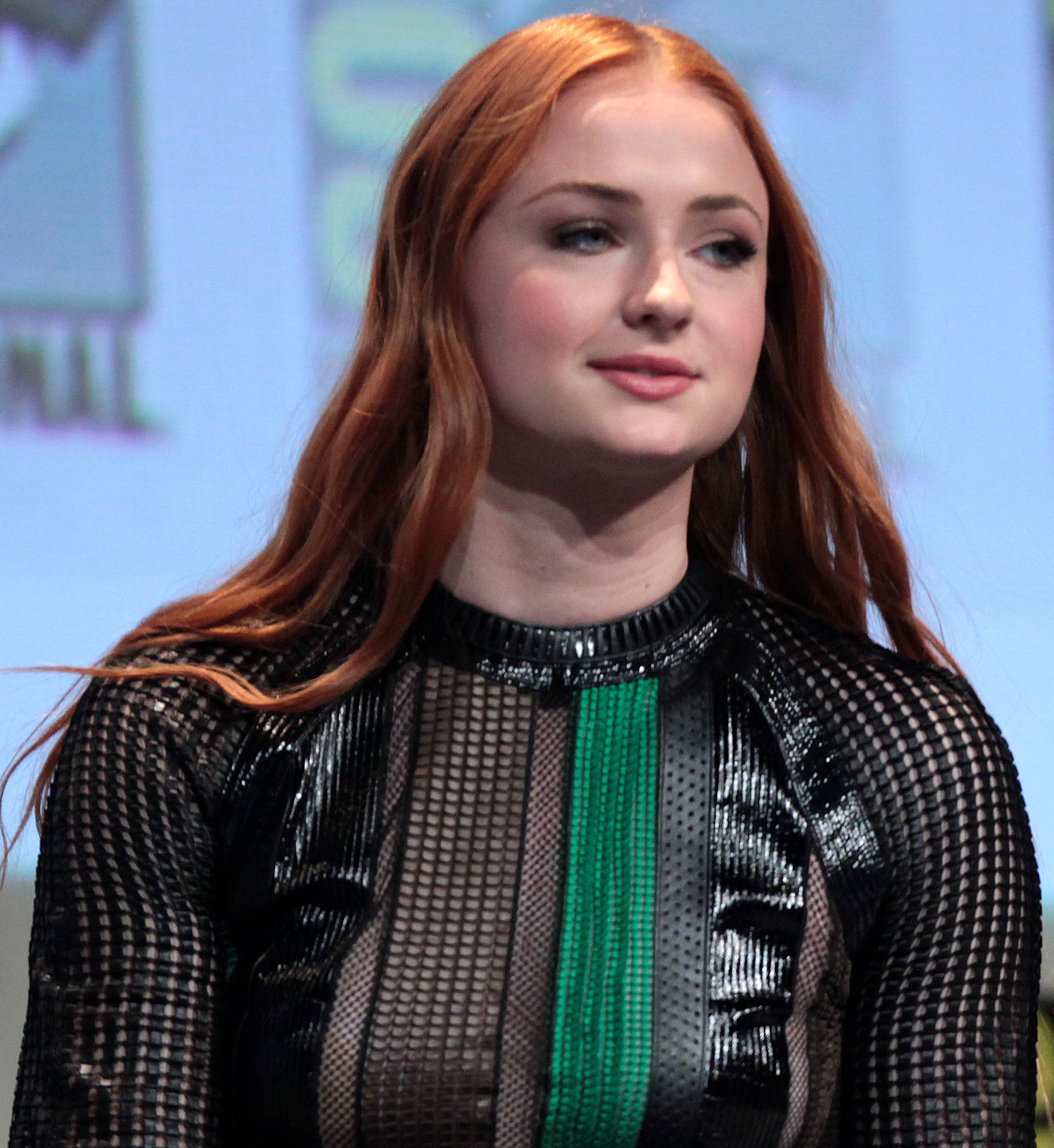
Sophie Turner, aktorka grająca młodą Jean

Jean Grey Summers (Phoenix / Dark Phoenix / Marvel Girl) – jedna z superbohaterek komiksów Marvela o X-Menach. Postać tę stworzyli Stan Lee oraz Jack Kirby. Jean jest jedną z pierwszych X-Menów - zadebiutowała w pierwszym numerze komiksu.

## Życiorys
Jean Grey jest córką Johna i Elaine Grey. Już w wieku dziesięciu lat ujawniła swoje zdolności, wchodząc do umysłu swojej najlepszej przyjaciółki, która wcześniej uległa wypadkowi samochodowemu. Jean poczuła jak jej przyjaciółka umiera, w wyniku czego zapadła w katatonię. Dopiero Charles Xavier wyrwał ją z tego stanu. Zablokował również część jej zdolności, których nie była w stanie kontrolować. Jean dołączyła do X-Men pod pseudonimem Marvel Girl. W zespole odgrywała znaczącą rolę. Tam również zakochała się w koledze z zespołu, Cyclopsie, za którego później wyszła za mąż.
W wyniku wypadku, jej ciało połączyło się z mistyczną istotą zwaną Phoenix. Po tym wydarzeniu jej zdolności znacząco wzrosły.

## Zdolności
Jean Grey posiada silne zdolności telekinetyczne. Umie również posługiwać się telepatią, jednak w znacznie mniejszym stopniu niż prof. Charles Xavier. Gdy stała się awatarem Phoenix Force, zyskując nadzwyczajne zdolności – stała się jedną z najpotężniejszych istot w Uniwersum Marvela.

## Jean Grey w adaptacjach komiksów

### Filmy
Postać Jean pojawiła się w serii filmów X-Men. Famke Janssen grała starszą Jean w filmach: X-Men, X-Men 2, X-Men: Ostatni bastion, Wolverine, X-Men: Przeszłość, która nadejdzie. Sophie Turner grała młodą wersję postaci w filmach: X-Men: Apocalypse i X-Men: Dark Phoenix.

### Seriale animowane
Jean Grey pojawia się w serialach animowanych, m.in. X-Men (1992) i X-Men: Ewolucja (2000-2003).